# Шекспир, Крейг
Крейг Роберт Шекспир (англ. Craig Robert Shakespeare; 26 октября 1963, Бирмингем, Уорикшир — 1 августа 2024, Лестер, Восточный Мидленд) — английский футболист и футбольный тренер.

## Игровая карьера
Свою карьеру начал в клубе «Уолсолл», за который отыграл более 350 матчей в период с 1981 по 1989 год. После краткого периода в «Шеффилд Уэнсдей» он также выступал за «Вест Бромвич Альбион» и «Гримсби Таун», за каждый — свыше ста игр.
Как тренер Шекспир работал в академии клуба «Вест Бромвич», «Лестер Сити» (с Пирсоном и Раньери) и «Халл Сити» (тоже с Пирсоном). В 2006 году на короткий период (2 дня) ему пришлось возглавить «Вест Бромвич» в качестве врио главного тренера. Аналогичную должность Шекспир занял в «Лестере» в феврале 2017 года после отставки Клаудио Раньери. В первом матче под его руководством «Лисы» уверенно переиграли «Ливерпуль» — со счётом 3:1. 12 марта 2017 стал полноценным главным тренером команды.
17 октября 2017 года был отправлен в отставку за плохие результаты команды в сезоне 2017/18.
Умер 1 августа 2024 года в возрасте 60 лет после года борьбы против рака.

## Достижения
Уолсолл (как игрок)
- 1988 — победитель Третьего дивизиона Футбольной лиги